# Монарда гребенева
Монарда гребенева (лат. Monarda pectinata) — однорічна рослина  роду монарда родини глухокропивові. У дикому вигляді росте у Північній Америці,зокрема у центральних та південно-західних регіонах США.

## Ботанічний опис
Однорічна рослина висотою до 1 м.
Квітки двостатеві, блідо-бузкові. Цвіте у липні-серпні.